# Agnes Chow
Agnes Chow Ting (xinès: 周庭; Hong Kong britànic, 3 de desembre de 1996) és una activista política i social de Hong Kong. Membre del Comitè Permanent de Demosistō, partit polític nascut arran de la Revolució dels Paraigües, i antiga portaveu de l'escolarisme, moviment estudiantil prodemocràtic hongkonguès. La seva candidatura a les eleccions legislatives parcials del 2018, que comptava amb el suport del sector prodemocràcia de l'illa, va ser rebutjada per les autoritats al·legant l'alineació del seu partit amb la defensa de l'autodeterminació de Hong Kong.
Com a dirigent destacada del Moviment dels Paraigües va tenir un paper destacat a les protestes a Hong Kong de 2014 i de 2019.

## Vida personal
Segons ella mateixa, Chow va créixer en el si d'una família apolítica. El seu activisme va començar cap als 15 anys, després de llegir una publicació a Facebook on milers de joves demanaven un canvi social. Ella mateixa admet que la seva educació catòlica ha influït en la seva participació en els moviments socials.
El 2014, Chow va assistir a la Universitat Baptista de Hong Kong, on va estudiar relacions governamentals i internacionals. El 2018 va ajornar el seu darrer any d'estudis universitaris per presentar-se a les eleccions legislatives parcials de l'illa de Hong Kong. Per fer-ho, va haver de renunciar a la seva nacionalitat britànica, d'acord amb el qual estableix la Llei bàsica de Hong Kong (la constitució de facto de Hong Kong després de la transferència de sobirania de Hong Kong del Regne Unit a la Xina).
Chow domina el cantonès, l'anglès i el japonès. Aquest últim idioma el va aprendre de forma autodidacta veient anime. Ha aparegut en mitjans de comunicació japonesos, fent entrevistes i en programes de notícies, que l'han batejat com la "Deessa de la Democràcia" (民主 の 女神) pel seu paper destacat en el moviment prodemocràcia de Hong Kong.
El febrer de 2020, Chow va estrenar un canal de YouTube on penja videoblogs en cantonès i japonès. L'agost tenia més de 200.000 subscriptors.

## Activisme primerenc
La seva primera experiència va ser en el moviment en contra de l'educació moral i nacional com a portaveu dels alumnes del grup de l'escolarisme l'any 2012. Al cap d'un temps, estudià al Col·legi Canossià Sagrada Família i protestà contra la implementació de l'esquema educatiu d'educació moral i nacional el qual titllava de rentat de cervell. El moviment tingué èxit i va multiplicar-se davant del Complex del Govern Central, situació que va dur a la caiguda del govern el setembre de 2012.

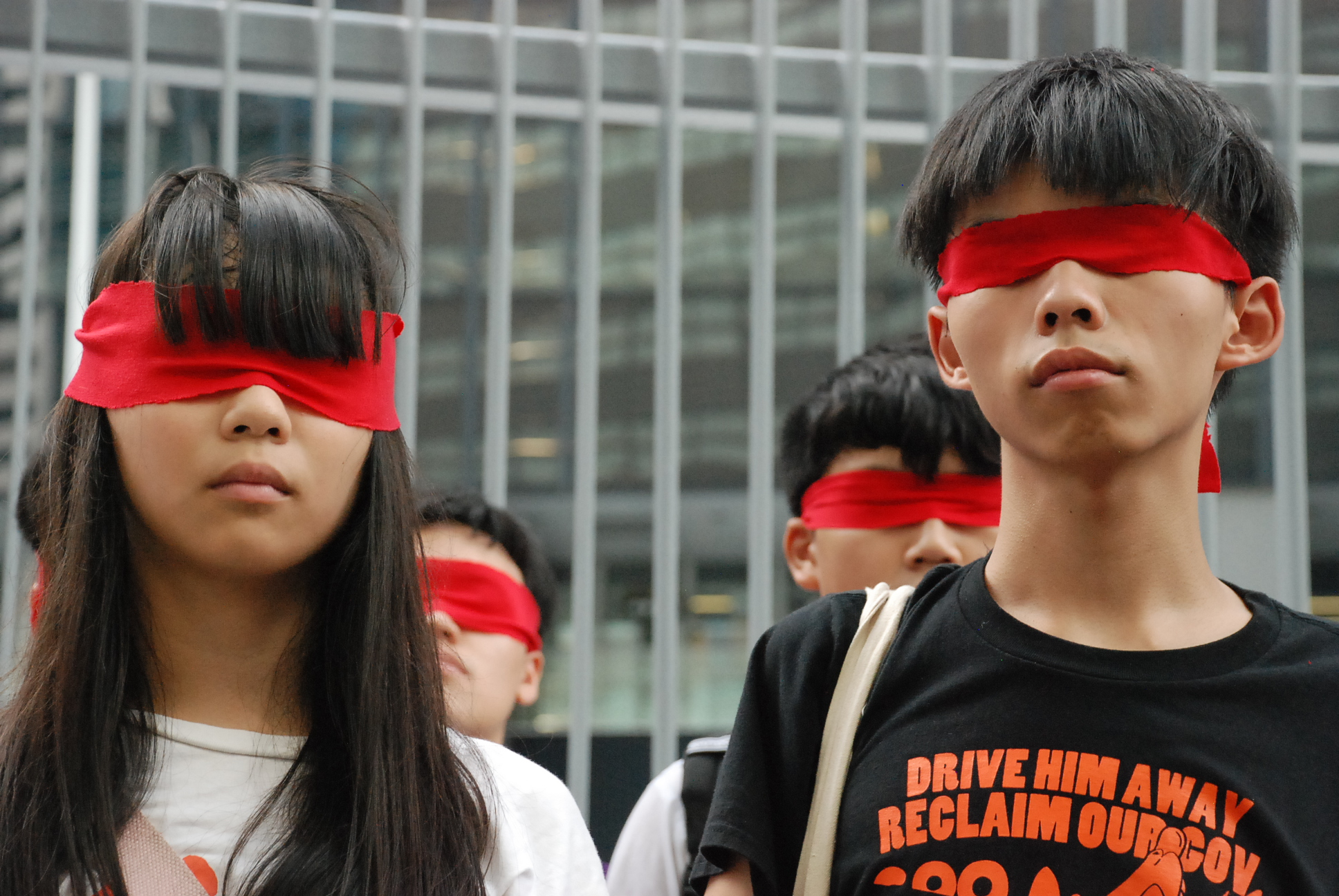
Agnes Chow i Joshua Wong el 23 de setembre de 2014. Porten cintes vermelles als ulls per simbolitzar estudiants que figurava que estaven encegats pel poder polític de la Xina.

Chow i altres activistes de l'escolarisme incloent-hi Joshua Wong i Ivan Lam van continuar la seva implicació en moviments socials i polítics, notablement sobretot a la Revolució dels Paraigües del 2014. Chow era una de les dirigents en la campanya de boicot contra el marc electoral restrictiu proposat pel Comitè Permanent de l'Assemblea Popular Nacional a les eleccions del 2017, que va generar nombroses protestes. Durant l'ocupació, Chow va anunciar que feia un pas fora de la política i dimitiria de portaveu de l'escolarisme, citant la «pressió pesant» i «fatiga i confusió extrema» a la que estava fent front.

## Demosistō
L'abril del 2016, Chow va ser una de les persones membres fundadores de Demosistō amb altres estudiants dirigents que anteriorment havien participat en ocupacions d'espais públics, i va ser la primera vicesecretària general del partit del 2016 al 2017. Va fer campanya amb el president del partit, Nathan Law, en les eleccions al Consell Legislatiu del 2016, en les quals va ser elegida com la diputada més jove del Consell Legislatiu en la història de Hong Kong. L'any 2017, va participar en la protesta contra el Secretari general del Partit Comunista Xinès, Xi Jinping, durant la qual van cobrir l'estàtua de la Golden Bauhinia Square amb pancartes. Va ser detinguda juntament amb el president de Demosistō Nathan Law i el secretari general Joshua Wong.

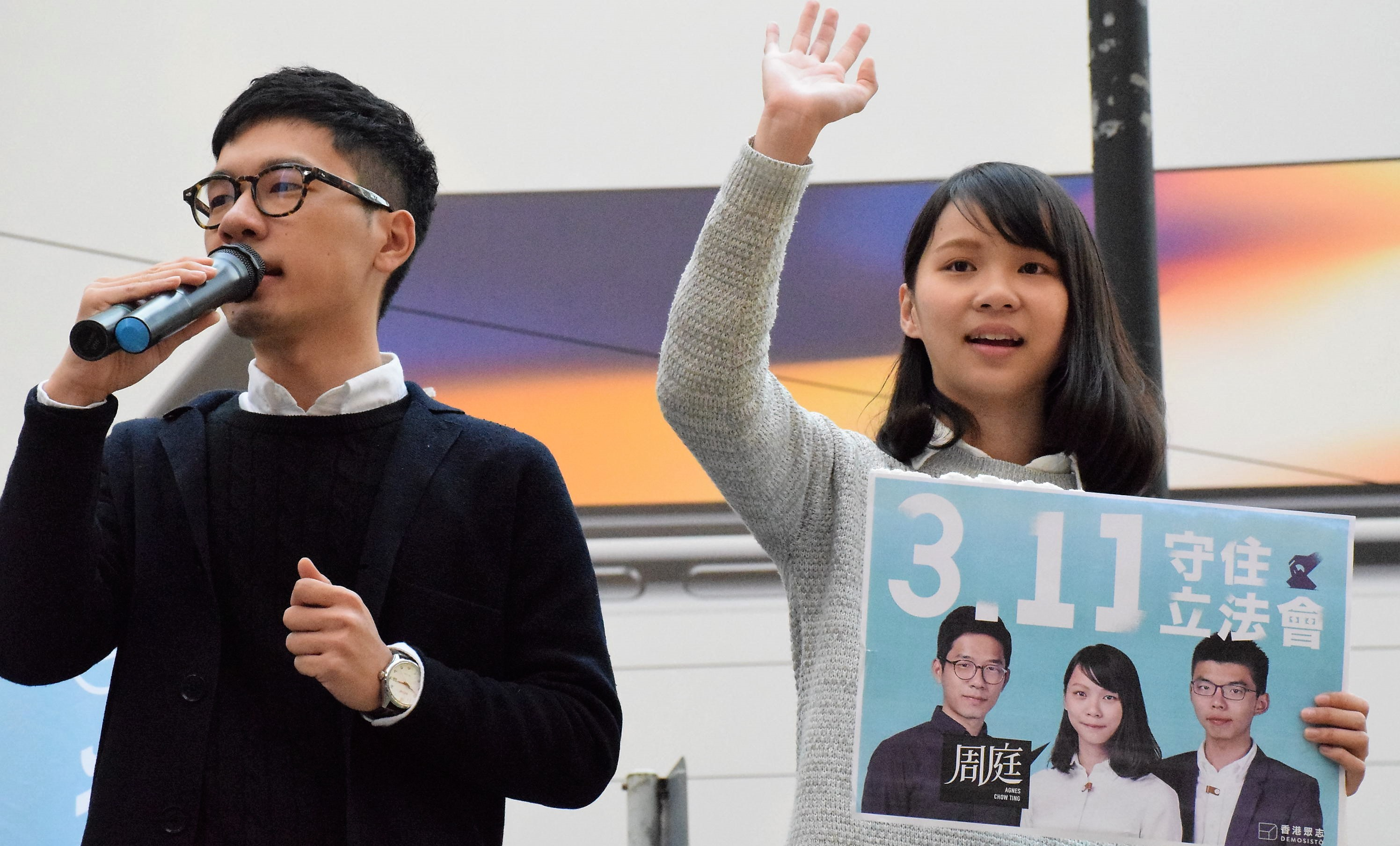
Agnes Chow fent campanya amb Nathan Law per les eleccions a l'illa de Hong Kong l'any 2018.

Després que Nathan Law fos destituït del Consell Legislatiu per una polèmica el juliol del 2017 i sentenciat a presó l'agost del mateix any, cosa que va impedir que Law fos candidat a càrrecs públics durant cinc anys, Chow es va convertir en la candidata de Demosistō a les eleccions parcials de l'illa de Hong Kong l'any 2018. Per poder concórrer a les eleccions, va renunciar a la ciutadania britànica. El 27 de gener de 2018, la seva candidatura va ser desqualificada per la Comissió d'Afers Electorals, ja que «no podia complir els requisits de les lleis electorals pertinents, ja que defensar o promoure "l'autodeterminació" és contrari al contingut de la declaració legal que obliga un candidat a defensar la Llei bàsica i comprometre la lleialtat a la Regió Administrativa Especial de Hong Kong». Diversos juristes van expressar les seves opinions sobre la decisió, i la Cap Executiva de Hong Kong Carrie Lam va afirmar que «qualsevol suggeriment sobre la independència de Hong Kong, l'autodeterminació, i la independència com a opció o autonomia de Hong Kong no està en línia amb els requisits de la Llei bàsica i es desvia de l'important principi d'Un país, dos sistemes». Si hagués sigut elegida, Chow hauria estat la legisladora més jove de la història de Hong Kong.

## Detencions

### Cas Wan Chai del 21 de juny de 2019
Chow va ser arrestada el 30 d'agost de 2019 a la seva casa de Tai Po per presumptament participar i incitar a una assemblea no autoritzada a la seu de la Policia de Hong Kong a Wan Chai el 21 de juny d'aquell any. El mateix dia, molts personatges prodemocràcia de Hong Kong de gran perfil van ser detinguts, inclosos Joshua Wong, Au Nok-hin, Chan Ho-tin i Jeremy Tam. Va ser alliberada el mateix dia sota fiança, però el seu telèfon intel·ligent, així com els dels seus companys arrestats, va ser confiscat per la policia. Amnistia Internacional va qualificar les detencions d'un «atac escandalós» a la lliure expressió. Chow es va declarar culpable dels càrrecs el 6 de juliol de 2020 i va dir als mitjans que estava mentalment preparada per entrar a la presó. Va ser condemnada formalment el 5 d'agost de 2020.
Agnes Chow, Ivan Lam i Joshua Wong van ser detinguts fins a un judici previst el 2 de desembre de 2020, després d'una vista prèvia al jutjat del districte de West Kowloon, que es va celebrar el 23 de novembre de 2020, on es van declarar culpables d'organitzar una manifestació el juny del 2019 davant d'una seu de la Policia de Hong Kong, on el juny del 2019 milers de manifestants havien exigit que la policia investigués l'ús de la força. Chow va ser tancada en el Centre de Dones Tai Lam de Tuen Mun fins al judici.
El 2 de desembre de 2020, Agnes Chow va ser condemnada a deu mesos de presó (Joshua Wong a 13,5 mesos i Ivan Lam a 7). El magistrat de West Kowloon, Wong Sze-lai, va llegir la sentència: «Els acusats van demanar als manifestants que assetgessin la seu i van entonar consignes que soscaven la força policial». Amnistia Internacional va condemnar la sentència, tot dient que les autoritats xineses «envien una advertència a qualsevol que s'atreveixi a criticar obertament el govern».
El portaveu del govern japonès, Katsunobu Kato, va expressar en una conferència de premsa «les preocupacions cada vegada més greus del Japó sobre la recent situació de Hong Kong, com ara sentències contra els tres, inclosa Agnes Chow». El Consell d'Afers Comunitaris d'Ultramar de Taiwan va emetre un comunicat referent al Consell d'Afers Continentals en què assegurava que «la decisió d'empresonar Joshua Wong, Agnes Chow i Ivan Lam representa un fracàs del govern de Hong Kong per protegir els drets i la llibertat polítics del poble de parla». La presidenta taiwanesa Tsai Ing-wen va animar, a través de les seves xarxes socials, els activistes prodemocràcia de Hong Kong a mantenir-se forts.
La presidenta de la Cambra de Representants dels Estats Units, Nancy Pelosi, va publicar un comunicat on qualificava d'«espantosa» la «sentència brutal de la Xina contra aquests joves defensors de la democràcia a Hong Kong». Pelosi va demanar al món que denunciés «aquesta sentència injusta i l'assalt generalitzat de la Xina als hongkonguesos»". La senadora estatunidenca Marsha Blackburn també va fer referència a la sentència tot assegurant que destruïa «qualsevol semblança d'autonomia a Hong Kong».
El ministre d'Afers Exteriors del Regne Unit, Dominic Raab, va emetre un comunicat en què instava «les autoritats de Hong Kong i de Pequín a posar fi a la seva campanya per sufocar l'oposició» en resposta a les sentències de presó dels tres activistes prodemocràcia. Maria Adebahr, portaveu del ministeri d'Afers Exteriors d'Alemanya, va afirmar que les penes de presó són «un altre element constructiu d'una sèrie d'evolucions preocupants que hem vist en relació amb els drets humans i civils a Hong Kong durant l'últim any».

### Cas de la Llei de seguretat nacional
Després de la promulgació de la Llei de seguretat nacional per part del Comitè Permanent de l'Assemblea Popular Nacional, Chow va ser arrestada de nou el 10 d'agost de 2020, suposadament acusada de violar la nova llei. La detenció es va produir enmig d'un arrest massiu de diverses figures prodemocràtiques el mateix dia, inclòs el magnat dels mitjans de comunicació Jimmy Lai. L'arrest de Chow va provocar una campanya mundial de xarxes socials en què se'n demanava l'alliberament, cosa que també va provocar declaracions de polítics i figures públiques japoneses. Chow va ser posada en llibertat sota fiança el 12 d'agost de 2020, quan va denunciar públicament que la seva detenció era una «persecució política i supressió política». Va assegurar que encara no entenia per què havia estat arrestada.

## Premis i reconeixements
Agnes Chow forma part de la llista de les 100 Dones de la BBC, anunciada el 23 de novembre de 2020.